# جبل ربيد (الرضمة)

تعديل مصدري - تعديل

جبل ربيد محلة تابعة لقرية بيت العباب، التابعة لعزلة يحير بمديرية الرضمة إحدى مديريات محافظة إب في الجمهورية اليمنية.، بلغ تعداد سكانها 51 حسب تعداد اليمن لعام 2004.